# Ruta Estatal de California 16
La Ruta Estatal de California 16, y abreviada SR 16 (en inglés: California State Route 16) es una carretera estatal estadounidense ubicada en el estado de California. La carretera está dividida en dos segmentos, el primero inicia en el Oeste de la SR 20     cerca de Rumsey hacia el este en la I 5     en Woodland, la segunda sección inicia en la US 50     cerca de Sacramento terminando en el este en la SR 49     cerca de Drytown. La carretera tiene una longitud de 178,9 km (111.17 mi).

## Mantenimiento
Al igual que las autopistas interestatales, y las rutas federales y el resto de carreteras estatales, la Ruta Estatal de California 16 es administrada y mantenida por el Departamento de Transporte de California por sus siglas en inglés Caltrans.

## Cruces
| Condado | Localidad      | Miliario | Destinos                                                 | Notas                                                               |
| --- | -------------- | -------- | -------------------------------------------------------- | ------------------------------------------------------------------- |
| Colusa COL 0.00-7.26 | Wilbur Springs | 0.00     | SR 20 – Williams, Clearlake, Ukiah                       |                                                                     |
| Yolo YOL 0.00-R43.42 | Capay          |          | CR E4 (Road 85) – Dunnigan                               |                                                                     |
| Yolo YOL 0.00-R43.42 |                | 32.23    | I 505 – Redding, Vacaville                               | Interchange                                                         |
| Yolo YOL 0.00-R43.42 | Woodland       | R40.57   | BL 5 sur (Main Street) / CR E7                           | Extremo oeste de la I-5 Bus.; Main Street fue la antigua SR 16 este |
| Yolo YOL 0.00-R43.42 |                | R43.42   | I 5 / Road 18 – Redding, Sacramento                      | Interchange; extremo este de la I-5 Bus.                            |
| Brecha en la SR 16 |                |          |                                                          |                                                                     |
| Sacramento SAC T1.66-R23.96                                                                                               | Sacramento     | T1.66    | US 50 (El Dorado Freeway) – South Lake Tahoe, Sacramento | Interchange                                                         |
| Sacramento SAC T1.66-R23.96                                                                                               | Sacramento     | T1.95    | Folsom Boulevard oeste, Power Inn Road                   | Antigua SR 16 oeste / US 50 oeste                                   |
| Sacramento SAC T1.66-R23.96                                                                                               | Sacramento     | T2.53    | Folsom Boulevard east, Notre Dame Drive                  | Antigua US 50 este                                                  |
| Sacramento SAC T1.66-R23.96                                                                                               | Sacramento     | 3.02     | Florin Perkins Road                                      |                                                                     |
| Sacramento SAC T1.66-R23.96                                                                                               |                | 4.17     | South Watt Avenue                                        |                                                                     |
| Sacramento SAC T1.66-R23.96                                                                                               |                | 6.22     | Bradshaw Road – Elk Grove                                |                                                                     |
| Sacramento SAC T1.66-R23.96                                                                                               | Rancho Cordova | R11.47   | CR E2 (Sunrise Boulevard)                                |                                                                     |
| Sacramento SAC T1.66-R23.96                                                                                               |                | 12.54    | Grant Line Road – Folsom, Sheldon, Elk Grove             |                                                                     |
| Amador AMA R0.00-9.37 |                | 9.09     | SR 124 – Ione                                            |                                                                     |
| Amador AMA R0.00-9.37 | Central House  | 9.37     | SR 49 – Placerville, Jackson                             |                                                                     |
| 1.000 mi = 1.609 km; 1.000 km = 0.621 mi Cerrada/Antigua • Terminal concurrente • Acceso incompleto • Propuesta/Sin abrir |                |          |                                                          |                                                                     |